# NGC 4952
NGC 4952 ist eine 12,6 mag helle Elliptische Galaxie vom Hubble-Typ E4 im Sternbild Haar der Berenike, die etwa 267 Millionen Lichtjahre von der Milchstraße entfernt ist. Sie gehört zum Coma-Galaxienhaufen und wurde vom deutsch-britischen Astronomen Wilhelm Herschel mit einem 18,7-Zoll-Spiegelteleskop gleich zweimal entdeckt; zuerst am 13. März 1785, bei der „F, S“ notierte (Beobachtung geführt als NGC 4962); danach erneut am 11. April desselben Jahres, aber ohne Beschreibung (und geführt als NGC 4952).